# پاننسکه برژانی
پاننسکه برژانی (به چکی: Panenské Břežany) یک منطقهٔ مسکونی در جمهوری چک است که در ناحیه پراگ-شرق واقع شده‌است. پاننسکه برژانی ۵٫۷۹ کیلومتر مربع مساحت و ۵۶۷ نفر جمعیت دارد و ۲۴۵ متر بالاتر از سطح دریا واقع شده‌است.